# Guillermo Cabrera Infante
Guillermo Cabrera Infante, född 22 april 1929 i Gibara i Holguín-provinsen, död 21 februari 2005 i London, var en kubansk författare.
Guillermo intresserade sig för film och grundade det kubanska cinemateket. Han dömdes till två års skrivförbud på grund av att ha skrivit en obscen artikel och skrev därefter filmartiklar under pseudonymen G. Cain. Han gick i frivillig exil i Storbritannien efter meningsskiljaktigheter med Castro-regimen.